# Châteauneuf-Val-de-Bargis
Châteauneuf-Val-de-Bargis – miejscowość i gmina we Francji, w regionie Burgundia-Franche-Comté, w departamencie Nièvre.
Według danych na rok 1990 gminę zamieszkiwało 518 osób, a gęstość zaludnienia wynosiła 11 osób/km² (wśród 2044 gmin Burgundii Châteauneuf-Val-de-Bargis plasuje się na 444. miejscu pod względem liczby ludności, natomiast pod względem powierzchni na miejscu 38.).